# Большой канал (Санкт-Петербург)
Большой канал Каменного острова — канал в Санкт-Петербурге, в историческом районе Острова Петроградского района.
Большой канал был прорыт на Каменном острове в 1777—1779 годы для осушения местности. Первоначально он проходил от Большой Невки до Малого канала. В 1820-е канал был продлён до Крестовки.
Вдоль канала проходит 2-я Берёзовая аллея.

## Достопримечательности
- Дом № 28 — усадьба О. Н. Ян (дача Г. К. Болина)  7802208000
- Дом № 32 — дача Е. К. Гаусвальд  7802557000

## Мосты
- 20 каменноостровский мост,
- 14-й Каменноостровский мост,
- 11-й Каменноостровский мост,
- 9-й Каменноостровский мост,
- 7-й каменноостровский мост,
- 6-й каменноостровский мост